# مشكلة الجندر
مشكلة جندرية النسوية وتخريب الهوية (1990) : الإصدار الثاني 1999) هو كتاب صدر من الفيلسوفة (جوديث باتلر)، حيث تناقش المؤلفة كيف أن الجندرهوأداة جديدة ومؤثرة يمكن استخدامها في مجال النشاط النسوي، ودراسات المرأة، ودراسات المثلية الجنسية، بل وأيضًا حصل علي شهرة كبيرة خارج الدوائر الأكاديمية. أفكار (باتلر) عن الجندر أصبحت تُرى كأساس لنظرية العلة ولتقدم الممارسات الجنسية المنشقة خلال فترة التسعينات.

## الملخص
(باتلر) توضح واحدة من أهم فرضيات النظرية النسوية: والتي تقول أنه توجد هوية، مواضيع تحتاج إلى التقديم في السياسة واللغة. بالنسبة (لباتلر):«النساء» و«المرأة» هما تعريفين تم تعقيدهما عن طريق عوامل مثل الفئة، والاصل العرقي، والجنسانية. وعلاوة علي ذلك، التعميم الذي يستخدم هذه التعريفات يوازي التعميم عل تعريف المجتمع الأبوي، ويزيل الظلم الخاص بهم في أماكن وأوقات مختلفة. مع ذلك تتجنب (باتلر) سياسات الهوية في اساسيات النشاط النسوي الجديد، والذي ينتقد أساسيات الهوية والجندر. تتحدي (باتلر) الفرضيات حول الاختلافات بين الجنس والجندر/النوع، طبقا إلى أن الجنس شيء بيولوجي، في حين ان الجندر هو بناء ثقافي. تناقش (باتلر) فكرة ان التفرقة الخاطئة تؤدي إلى انفصام في شيء من المفترض أنه متوحد كالأنوثة. الأجساد ذات الهوية الجنسية لا يمكن تعريفها بدون الجندر، والتعريف الظاهري للجنس قبل الحوار والمرور بالثقافات المختلفة، لا يرتقي لمفهوم النوع. . حيث أن الجنس والجندر الاثنين يتم تكوينهم.
عبر فحص أعمال الفلاسفة (سايمون دي بوفوار) و (لوسي ايريجاري)، تستكشف (باتلر) العلاقة بين القوة، وأنواع الجنس، والهويات الجندرية. حيث بالنسبة إلى (بوفوار) النساء تجد صعوبة أكثر في تحديد هويتهم الجندرية عن الرجال.بالنسبة إلى (ايرجاري)، هذه الجدلية تعود إلى «الدلالة الاقتصادية» التي غالبًا ما تستبعد المرأة من المواقف الاقتصادية المربحة.. ويفترض الاثنين أنه توجد أنثى «كيان مماثل بنفسه» بحاجة إلى التقديم، وتخبيء نقاشاتهم استحالة أن تكون هذه هوية جندرية على الإطلاق. بدلا من ذلك، تناقش (باتلر) أن الجندر هو مفهوم ادائي: أي إنه ليس هوية توجد خلف الافعال، والتي من المفترض انها «تعبر» عن الجندر. وهذه الأفعال تشكل مع التعبير وهم الهوية الجندرية المستقرة. حيث أن ظهور «كيان» الجندر سببه تأثير الثقافة علي الأفعال. إذ لا توجد هناك هوية جندرية موحدة علي مستوي العالم. والذي نشأ بسبب ممارسة الافعال: الجندر«امرأة» أوكالجندر «رجل» يبقي مشروطا ومفتوحا للفهم. وبهذه الطريقة، تنزع (باتلر) الستار عن الفعل التخريبي. وتناشد الناس كي يسندوا مشكلات الجندر إلى الافعال.
في مناقشة المجتمع الأبوي، تلاحظ (باتلر) ان الناشطات النسويات قد لجأوا بالتدريج إلى الحالة قبل اأبوية المفترضة من الثقافة؛ كي يستخدموها كنموذج لليقارنن بها حالة المجتمع الظالم الجديد. لهذا السبب، التحولات الرسمية في الجندر، والتي حدثت على شكل «سفاح المحارم» قد اثبت نفعه على وجه الخصوص لحركة النشاط النسوي. زارت (باتلر) ثلاثه من أشهر علماء الإنسان: عالم الانسان (كلاود ليفاي – ستاروس)، الذي قال أن سفاح المحارم يتطلب قرابة معينة يتم التحكم بها عن طريق تبادل النساء. المحلل النفسي (خوان ريفري ‏)، والذي قال أن:«الأنوثة كتنكر يخفي التعريف العضلي وكذلك الرغبة في امرأة أخرى». المحلل النفسي (سيجموند فرويد) فسر الحزن و الحداد بفقد الرغبة في التعامل مع سمات الأحباء المفقودين.
تمدد (باتلر) هذه التعريفات للتأكيد علي رؤية مفهوم الجندر. ومع (ليفاي ستراوس)، تقترح (باتلر) أن السفاح هو «خيال ثقافي تخريبي». وكذلك وجود محارم لديها مثل هذه الرغبات. ومع (ريفري) تصرح أن التقليد والتنكر هو «أساس» مفهوم النوع. ومع (فرود) تؤكد (باتلر) أن «النوع هو نوع من الحزن على الممارسة الجنسية الممنوعة»(63) وهناك تعرفي للجندر أنه «نفس الجنس» الذي يعتمد علي تفكير مثلي.. بالنسبة (لباتلر) فإنه يعتبر «تباين الجنس هو نتاج ثقافي، يعتبر كثمن للهوية الجندرية الثابتة» (70) وبالنسبة للتباين الجنسي أن تبقى ثابتًا يتطلب فكرة تغيير الجنس، والذي يبقي ممنوعا -ولكن ضروريا- في نطاق الثقافة. في النهاية، تشير مجددا إلى إنتاجية سفاح المحارم، قانون يولد وينظم تباين جنسي متوافق عليه وتماثل جنسي تخريبي، ولا يوجد شيء منهم أمام القانون.
كرد علي عمل المحلل النفسي (جاك لوكان)، والذي يقدم نظام الترميز الابوي وقمع «الأنوثة» المطلوبة في اللغة، والثقافة، أضافت (جوليا كريستيفا) أن عودة المرأة إلى الرواية عبر المطالبة باللغة الشعرية، والتي أظهرت الجسد الأمومي في الكتابة المتحررة من النماذج الأبوية. بالنسبة إلى (كريستيفا) الكتابة الشاعرية والأمومة هي الطرق الي تضمن للمرأة العودة إلى الجسد الأمومي الذي يحتويها، والمثلية الجنسية للمرأة هي مستحيلة، بل وحالة من الذهان. انتقدت (باتلر) (كريستيفا) وادعت أن إصرارها على «الأمومة» والذي سبق الثقافة. «كريستيفا تحدد مفهوم الطبيعة الأمومة كحالة داخلية مشابهة للحالة الأبوية. لكنها فشلت في اعتبار أن هذه الحالة قد تسبب الرغبة التي تسبب بدورها القمع.(90). تناقش (باتلر) خيال «الأمومة» كالجنة المفقودة بالنسبة للنساء في البنية المجتمعية.

## وصلات خارجية
- مشكلة الجندر على موقع الموسوعة البريطانية (الإنجليزية)